# Succinobertus adjacens
Succinobertus
Genre
Espèce
Succinobertus adjacens, unique représentant du genre Succinobertus, est une espèce fossile d'araignées aranéomorphes de la famille des Theridiidae.

## Distribution
Cette espèce a été découverte dans de l'ambre de la mer Baltique et de Bitterfeld en Saxe-Anhalt en Allemagne. Elle date du Paléogène.

## Publication originale
- (en) Jörg Wunderlich, On extant and fossil (Eocene) European comb-footed spiders (Araneae: Theridiidae), with notes on their subfamilies, and with descriptions of new taxa. Beiträge zur Araneologie, vol. 5, p. 140–469., 2008.